# Marianne Wonnay
Marianne Wonnay (* 26. September 1952 in Nordheim; † 28. April 2023 in Emmendingen) war eine baden-württembergische Politikerin der SPD.

## Leben und Beruf
Nach dem Abitur in Vaihingen an der Enz absolvierte Marianne Wonnay eine Ausbildung zur Wirtschaftskorrespondentin. In den Jahren 1973 bis 1984 war sie als Sekretärin in Schwieberdingen und Freiburg im Breisgau tätig. Seit 1994 war sie Vorsitzende des Arbeiter-Samariter-Bunds Baden-Württemberg. Wonnay war verheiratet und hat ein Kind.

## Politik
Im Jahr 1988 trat Wonnay der SPD bei. Von 1992 bis 2011 war sie Abgeordnete des Landtags von Baden-Württemberg, in dem sie ein Zweitmandat des Wahlkreises Emmendingen vertrat. Bis 1996 war sie frauenpolitische Sprecherin der SPD-Landtagsfraktion. Von 1996 bis 2006 war sie familienpolitische Sprecherin und stellvertretende Fraktionsvorsitzende sowie Mitglied des Landtagspräsidiums. In den Jahren 2006 bis 2011 war sie frauen- und familienpolitische Sprecherin. Darüber hinaus war Wonnay seit 2004 Mitglied des Kreistages des Landkreises Emmendingen.

## Ehrungen
- Verdienstkreuz am Bande der Bundesrepublik Deutschland November 2003
- Samariter Ehrenkreuz in Gold des ASB Juli 2006[2]
- ASB-Ehrenpreis des Landesverbandes Baden-Württemberg 2014[2]
- Verdienstorden des Landes Baden-Württemberg April 2022[3][2]
- Ehrennadel der Stadt Emmendingen Mai 2022.[4][5]